# Alfons Triller
Alfons Triller (ur. 3 czerwca 1904 w Raszkowie, zm. 9 marca 1986 w Bonn) – niemiecki slawista, wykładowca w Akademii Państwowej w Braniewie oraz na Uniwersytecie w Bonn.

## Życiorys
Urodził się w Raszkowie na pograniczu Wielkopolski i Śląska. Jego matka była Polką, stąd dobrze mówił po polsku. W 1933 na Uniwersytecie w Münster uzyskał stopień doktora na podstawie pracy Tod und Jenseits bei Mikołaj Rej (1505–1569) und Jan Kochanowski (1530–1584), opublikowanej w 1934.
Pod koniec roku 1937 objął wykłady na wydziale filozoficznym Państwowej Akademii w Braniewie, jako następca Paula Schwanitza prowadził lektorat języka polskiego.
Braniewska uczelnia w 1821 otrzymała status szkoły wyższej równej uniwersytetom. Uczelnia posiadała jedynie 2 fakultety – teologiczny i filozoficzny. Obok nich funkcjonowały także na uczelni instytuty, do których zaliczane były: biblioteka, Instytut Wychowania Fizycznego, gabinet przyrodniczy, kolekcje: archeologiczna, sztuki chrześcijańskiej i numizmatyczna oraz ogród botaniczny. Ponieważ południowa część Warmii była w dużej mierze polskojęzyczna, od wieków w uczelni była prowadzona nauka języka polskiego, która obejmowała naukę gramatyki, pisania, konwersacje – w tym naukę języka potocznego przydatnego w homiletyce oraz spowiedzi, a także czytanie polskiej prasy.
Naukę języka polskiego w akademii braniewskiej Alfons Triller prowadził w 4 grupach, na naukę w każdej grupie przewidziana była w tym okresie (nasilającej się dyktatury narodowego socjalizmu) zaledwie jedna godzina w tygodniu. Po wybuchu II wojny światowej lektorat języka polskiego utrzymał się nadal w Braniewie, jednak nie miał już wówczas z typową nauką języka wiele wspólnego. Były to po prostu wykłady obejmujące zagadnienia takie jak: wprowadzenie do nauki języka polskiego czy historia języka polskiego w zarysie. Podobne wykłady Alfons Triller prowadził również w zakresie języka rosyjskiego. W 1940 zorganizowano na uczelni ponadto kurs języka polskiego dla zaawansowanych.
W 1955 został zatrudniony jako lektor języka polskiego na Uniwersytecie w Bonn. W 1966 dokonał habilitacji w Instytucie Slawistyki tej uczelni.

## Życie prywatne
19 sierpnia 1941 ożenił się z archiwistką archiwum diecezji warmińskiej we Fromborku Anneliese Birch-Hirschfeld. Ślubu udzielił im biskup Kaller w kaplicy biskupiej. Odtąd zamieszkał wraz z żoną na Wzgórzu Katedralnym we Fromborku w kanonii położonej tuż obok głównego wejścia do katedry. Tworzyli harmonijne i wręcz przykładne małżeństwo. Alfons również interesował się historią i pomagał Anneliese w pracy w archiwum biskupim przy tłumaczeniu dokumentów sporządzonych w języku polskim. Mieli czwórkę dzieci, trzech synów i córkę: 
- Georg Michael (ur. 1942 w Królewcu) – został adwokatem w Kolonii,
- Dorothea (ur. 7 marca 1945 w Mühltroff w czasie exodusu przed Armią Czerwoną) – wybrała podobny zawód jak matka, została dyplomowaną bibliotekarką i archiwistką w Bonn,
- Christoph (ur. 1947 w Königstein im Taunus) – został taksówkarzem w Bonn,
- Andreas (ur. 1949 w Königstein im Taunus) – został optykiem w Sankt Augustin.

## Publikacje[12]
- Tod und Jenseits bei Mikołaj Rej (1505–1569) und Jan Kochanowski (1530–1584), 1934
- Wikinger in Rußland, Braniewo 1943
- Ignatius Krasicki, Dichter und Fürstbischof, als preußischer Untertan (1772–1802). Beiträge zur seinen Biographie, Braniewo 1944
- Book Review: Polnische Literatur in Deutschland. Osteuropastudien der Hochschulen des Landes Hessen. Reihe 3. Frankfurter Abhandlungen zur Slavistik Band 2, Jahrbücher für Geschichte Osteuropas, 1964